# Aglaophenia longicarpa
Aglaophenia longicarpa är en nässeldjursart som beskrevs av John Fraser 1938. Aglaophenia longicarpa ingår i släktet Aglaophenia och familjen Aglaopheniidae. Inga underarter finns listade i Catalogue of Life.